# دنكان لامونت كلينش

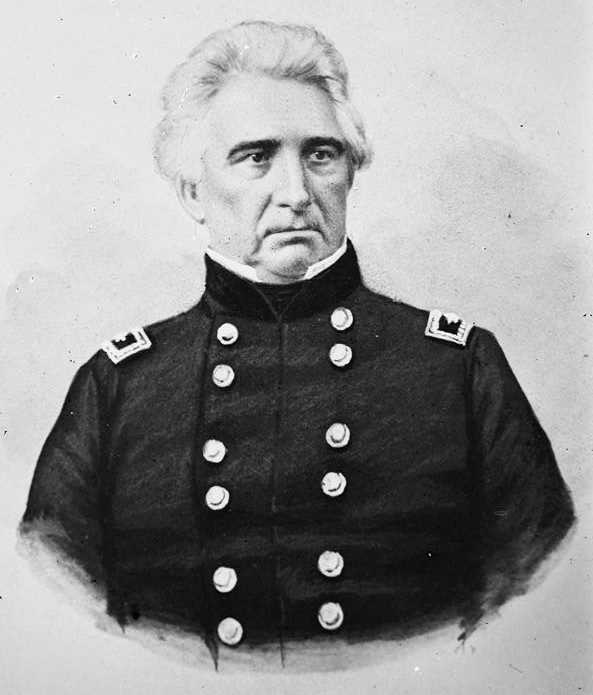
دنكان لامونت كلنش

دنكان لامونت كلينش (بالإنجليزية: Duncan Lamont Clinch)، من مواليد 6 أبريل 1787، وتوفي بتاريخ 28 أكتوبر 1849م. وهو ضابط عسكري أمريكي عمل قائداً في حروب سيمينول الأولى وحروب سيمينول الثانية ضد هنود الحمر، كما شغل منصب نائب في مجلس النواب الأمريكي عن ولاية جورجيا.